# Pulmonale arteriële hypertensie
Pulmonale arteriële hypertensie (PAH) is verhoogde bloeddruk in de arteriën (slagaders) van de longen. Het is een zeldzame vorm van pulmonale hypertensie die in de WHO-indeling van 2009 valt onder groep 1.

## Pathogenese
Pulmonale arteriële hypertensie is een vorm van pulmonale hypertensie die veroorzaakt wordt door een aandoening van de longslagaders. Veranderingen in de wand van de longslagaders zorgen voor een toename van de vaatweerstand, resulterend in een verhoging van de bloeddruk in de longvaten, oftewel pulmonale hypertensie. Bij de andere groepen van pulmonale hypertensie ligt de oorzaak niet in de bloedvaten zelf; daar is de verhoogde druk in de longvaten een gevolg van andere aandoeningen zoals COPD of een hartziekte. Het verschil tussen PAH en de andere vormen van pulmonale hypertensie is belangrijk, omdat er voor PAH speciale medicijnen zijn die inwerken op de longvaten zelf. Deze medicijnen zijn niet werkzaam bij de andere varianten van PH en kunnen zelfs schadelijk zijn.

## Prognose
De prognose van PAH is slecht, met een jaarlijkse sterfte van 15% ondanks behandeling volgens de laatste inzichten. Voorspellers van een slechte uitkomst zijn onder meer een laag inspanningsvermogen, een hoge druk in het rechteratrium, rechterventrikelfalen, een verlaagd hartminuutvolume, een verhoogde BNP-waarde en sclerodermie als onderliggende oorzaak.

## Oorzaken
PAH kan erfelijk zijn of veroorzaakt worden door andere ziekten of bepaalde medicijnen. Lang niet altijd wordt een oorzaak gevonden. PAH wordt ingedeeld in de volgende groepen:
1. idiopathisch (zonder bekende oorzaak)
2. erfelijk:
  1. mutatie in het BMPR2-gen
  2. mutatie in het ALK1-gen
  3. nog onbekende genmutaties
3. veroorzaakt door medicijnen of toxische stoffen
4. veroorzaakt door:
  1. bindweefselziekten
  2. hiv-infectie
  3. portale hypertensie
  4. aangeboren hartziekten (syndroom van Eisenmenger, atriumseptumdefect en ventrikelseptumdefect)
  5. sikkelcelanemie
  6. schistosomiasis
5. pulmonary capillary disorders (letterlijk: aandoeningen van de capillairen van de longen)
6. persisterende pulmonale hypertensie van de pasgeborene (in de Engelse literatuur persistent pulmonary hypertension of the newborn)[5]

## Epidemiologie
De prevalentie van PAH is ongeveer 15 op 1 miljoen. Idiopathische PAH komt het meeste voor en dan vooral bij vrouwen. Erfelijke PAH wordt meestal veroorzaakt door een mutatie in BMPR2, de overerving is autosomaal dominant met wisselende penetrantie.

## Symptomen
Een eerste symptoom van pulmonale arteriële hypertensie is een verminderd inspanningsvermogen. Doordat de doorstroming van de longvaten toeneemt bij inspanning, loopt de al verhoogde bloeddruk in de longen verder op waardoor het hart wordt belemmerd in het verhogen van de hartminuutvolume. Daardoor ontstaat een verminderd inspanningsvermogen en kortademigheid bij inspanning.
In een later stadium van de ziekte kan ook kortademigheid in rust ontstaan, bijvoorbeeld bij linkszijdige hartziekten. De druk in het capillaire vaatbed kan bij zo'n hartziekte te hoog worden, waardoor longoedeem ontstaat, met orthopneu en kortademigheid in rust en bij inspanning.
Door de verhoogde drukbelasting van de rechterventrikel (rechterhartkamer) ontstaan in een laat stadium van de ziekte symptomen van rechterventrikelfalen: ascites (waterbuik), oedemen in de benen, vergroting van lever en milt en in een eindstadium vaak verlies van eetlust en zelfs ondervoeding, vermoedelijk door oedeemvorming in de darmwand.
Als sprake is van een chronische drukbelasting van de rechterventrikel, zal de rechterventrikelwand verdikken. Dit heet rechterventrikelhypertrofie. Door deze hypertrofie en door de verhoogde wandspanning kan ook inspanningsgebonden pijn of druk op de borst ontstaan. In een laat stadium zal de rechterventrikel gaan falen, wat leidt tot bovengenoemde symptomen en tot verwijding van de rechterventrikel.

## Diagnostiek
De gouden standaard voor de diagnose van pulmonale hypertensie is een invasieve drukmeting in de longslagader. Als de gemiddelde bloeddruk in de longslagader hoger is dan 25 mmHg dan is sprake van pulmonale hypertensie. De diagnose PAH wordt gesteld als eerst de andere oorzaken van pulmonale hypertensie zijn uitgesloten; PAH is dus een diagnose per exclusionem. Echocardiografie wordt veel gebruikt om te screenen op de aan- of afwezigheid van pulmonale hypertensie: met onder andere dopplertechnieken kan de bloeddruk in de longslagader geschat worden.

## Behandeling
De behandeling van pulmonale arteriële hypertensie is in eerste instantie gericht op het behandelen van de onderliggende oorzaak. Als het bijvoorbeeld veroorzaakt wordt door een hiv-infectie, zal de behandeling primair gericht zijn op die infectie.
Het effect van de veranderingen in de longaders is te behandelen met geneesmiddelen die rechtstreeks inwerken op de vaatwand van de kleinere longslagaders. Deze middelen zorgen voor vaatverwijding, afname van de weerstand van het longvaatbed en daling van de bloeddruk in de longen. Er zijn drie groepen van dergelijke middelen, namelijk:
- de fosfodiësteraseremmer sildenafil
- prostacycline-analogons zoals iloprost, epoprostenol en treprostinil
- de endotheline-receptorremmer bosentan.

Deze medicamenten zijn alleen effectief gebleken bij de behandeling van PAH en werken dus niet bij de andere vormen van pulmonale hypertensie. Voordeel van bosentan en sildenafil is dat ze als tablet beschikbaar zijn. Iloprost wordt toegepast als inhalatietherapie: de werkzame stof komt dan direct op de plaats waar het nodig is, maar het medicijn bereikt alleen longgebieden die goed geventileerd zijn.